# Мірешть (Молдова)
Мірешть (рум. Mirești) — село у Гинчештському районі Молдови. Адміністративний центр однойменної комуни, до складу якої також входить село Кетрошень.

## Населення
За даними перепису населення 2004 року у селі проживали 915 осіб.
Національний склад населення села:
| Національність   | Кількість осіб | Відсоток   |
| ---------------- | -------------- | ---------- |
| молдавани румуни | 903 8          | 98,7% 0,9% |
| українці         | 3              | 0,3%       |
| росіяни          | 1              | 0,1%       |
| Всього           | 915            | 100%       |